# Aegolipton babai
Aegolipton babai là một loài bọ cánh cứng trong họ Cerambycidae.